# Elly Beinhorn

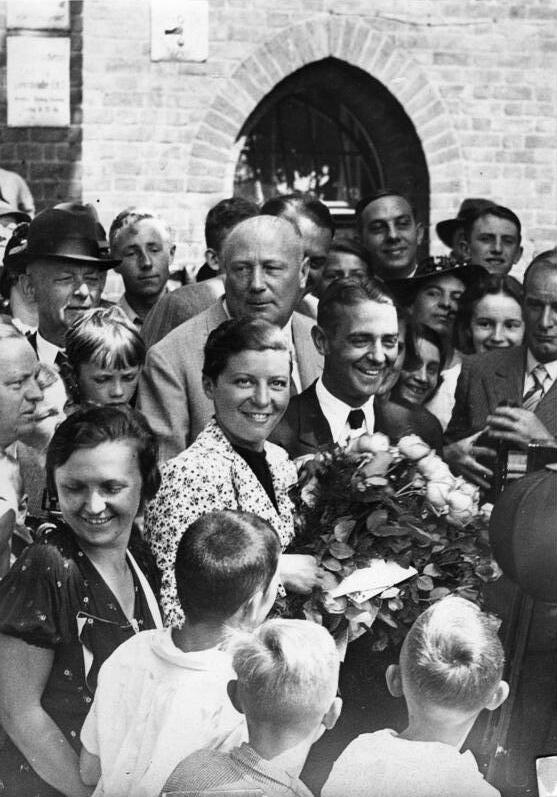
Casamiento con Bernd Rosemeyer

Elly Beinhorn-Rosemeyer (Hanover, 30 de mayo de 1907-Ottobrunn, 28 de noviembre de 2007) fue una aviadora alemana.

## Primeros años
Nació en Hanover, Alemania el 30 de mayo de 1907. En 1928, asistió a una conferencia del famoso aviador Hermann Köhl, que recientemente había completado el histórico vuelo Este-Oeste sobre el Atlántico. Esta conferencia fue la chispa que despertó su interés por la aviación.
Con apenas 21 años, y con un poco de dinero que había heredado, se trasladó contra la voluntad de sus padres a Spandau en Berlín y aprendió a volar en el areródromo de Berlin-Staaken bajo el tutelaje del instructor Otto Thomsen. Pronto consiguió volar sola en un pequeño Klemm KL-20, pero su dinero se iba acabando, por lo que le sugirieron que diera exhibiciones aéreas los fines de semana, que aunque la compensaron económicamente, la dejaban personalmente insatisfecha.

## Vuelos de larga distancia
Los vuelos de larga distancia, eran su auténtica pasión y en 1931 tuvo la oportunidad de volar desde la Guinea Portuguesa (actual Guinea-Bissau) en el África Occidental en una expedición científica. En el viaje de retorno, falló el motor, con el resultado de un aterrizaje de emergencia en el Sahara. Con la ayuda de las tribus nómadas Tuareg, Elly se unió a una caravana de camellos a Tombuktu. Posteriormente, retornó al lugar del accidente para recuperar partes de la aeronave. Las noticias de su situación llegaron a las autoridades francesas, que enviaron un avión militar biplaza a recogerla.
En abril de 1931, totalmente recuperada, fue capaz de volar de vuelta a Berlín, donde tuvo una recepción popular. Poco después de esto, se embarcó en otro vuelo con su monoplano Klemm, que dio algunos problemas mecánicos cerca de Bushire, Persia. Allí se encontró con Moye Stephens, otro piloto, que la ayudó a solventar los problemas de su Klemm. Stephens y el escritor viajero-aventurero Richard Halliburton estaban efectuando un vuelo alrededor del mundo en un biplano Stearman C-3B, el Flying Carpet. Ella los acompañó en parte del vuelo, incluida la etapa en la que sobrevolaron el Everest. En su libro "Flying Girl" (1935), Richard Halliburton aparece una fotografía de Moye Stephens reparando su avión. Voló hasta Bali – y eventualmente hasta Australia. En este proceso, se convirtió en la segunda mujer en volar desde Europa hasta Australia, tras Amy Johnson.
Aterrizó en Darwin, al norte de Australia, y llegó a Sídney en marzo de 1932. Su avión fue desmantelado y enviado por barco primero a Nueva Zelanda y posteriormente a Panamá, donde lo volvieron a montar. Elly reanudó el viaje volando por las costas de Sudamérica. Recibió una medalla en Perú, y continuó su periplo en un “poco aconsejable” viaje a través de los Andes. El avión fue desmontado de Nuevo en Brasil y enviado por barco a Alemania. Elly llegó a Berlín en junio de 1932.
Entonces era famosa, pero tenía una deuda de más de 15.000 marcos, por lo que resultó gratamente sorprendida cuando fue galardonada con la Copa Hindenburg, 10 000 marcos y algunas otras recompensas monetarias de la industria aeronáutica alemana, las cuales le permitieron continuar con su carrera. También siguió escribiendo artículos y vendiendo fotografías de sus viajes para recaudar fondos.
Libre de deudas, partió con rumbo a África, voló a lo largo de la costa este, y después regresó por la costa oeste. Al año siguiente, Elly envió por barco su avión a Panamá, y posteriormente voló a través de México y California para cruzar los Estados Unidos hasta Washington D. C. y Miami. Elly y su avión retornaron a Alemania en barco, a donde arribó en enero de 1935, donde era conocida como una auténtica heroína alemana.

## Bernd Rosemeyer
El 29 de septiembre de 1935, Elly acudió al Gran Premio de Checoslovaquia, en Masaryk, invitada por Auto Union. Estuvo dando conferencias, que eran una de sus fuentes regulares de ingresos en esos momentos. Felicitó al ganador del Gran Premio, Bernd Rosemeyer. Bailaron juntos esa noche, y se casaron el 13 de julio de 1936. Una auténtica pareja de celebridades, la aventurera aviadora y el conductor de carreras, que fue utilizada por la Alemania nazi. Heinrich Himmler ordenó a un apesadumbrado Bernd hacerse miembro de las SS.
Elly tuvo un hijo, Bernd Jr., en noviembre de 1937. Diez semanas después, su marido falleció en su intento de batir el récord de velocidad con su Auto Union Streamliner. Como si fuera un héroe nacional, gran parte de Alemania se puso de luto. Elly recibió condolencias de dirigentes nazis, incluido Adolf Hitler, pero ella solicitó un funeral no político. Estos deseos fueron ignorados, y varios nazis realizaron discursos junto a la tumba en las que reclamaban a Bernd como uno de los suyos. Algunas fuentes sugieren que Elly se fue en protesta ante la actitud de los nazis que asumieron el control cuando se trataba de una ceremonia particular.

## Segundo matrimonio y vida en la posguerra
Elly volvió a casarse en 1941 con el doctor Karl Wittman, y juntos tuvieron una hija, a la que llamaron Stephanie.
Tras la Segunda Guerra Mundial se dedicó a volar en planeadores, ante la prohibición de volar aviones a motor en Alemania, por lo que se mudó a Suiza para continuar volando en aviones.
En 1979, a la edad de 72 años, devolvió su licencia de piloto.

## Últimos años y fallecimiento
En sus últimos años, Elly Rosemeyer vivió en Ottobrunn, Baviera, cerca de Múnich. Su hijo, el Dr. Bernd Rosemeyer, vivía en la misma zona donde ejercía como ortopedista. Falleció el 28 de noviembre de 2007, a la edad de 100 años.

## Publicaciones
- "Rosemeyer!" de Chris Nixon y Elly Beinhorn-Rosemeyer, publicado por Transport Bookman Publications en el año 1989, ISBN 0-85184-046-9